# شهناز آزاد
شهناز رشدیه (شهناز آزاد) (۱۲۸۰–۱۳۴۰) روزنامه‌نگار و یکی از پیشگامان جنبش زنان در ایران بود. او سردبیری نامه بانوان را برعهده داشت.
شهناز در خانواده‌ای فرهنگی و طبقه متوسط رو به بالا زاده شد. پدرش حاج میرزا حسن رشدیه مردی تحصیل کرده و مدرسه‌ساز بود. در جوانی با ابوالقاسم آزاد مراغه‌ای ازدواج کرد که روزنامه‌نگار بود.
خود نیز در ۱۲۹۹ قبل از سن ۲۰ سالگی اقدام به انتشار نامه بانوان برای آگاهی زنان نمود. این نشریه مقالاتی دربارهٔ حقوق زنان، حجاب، اخبار ملی و بین‌المللی چاپ می‌کرد و همه مقاله‌هایش به قلم زنان بود. شهناز آزاد و همسرش در کنار آزارها، زندان و تبعید، با کمبود سرمایه و مشکلات مالی برای چاپ روزنامه‌هایشان نیز روبرو بودند.
شهناز آزاد در ۶۰ سالگی در سال ۱۳۴۰ درگذشت.